# Helloween
Helloween és un grup de Power Metal tradicional, sorgit a Alemanya l'any 1984. Fou fundada pel membres d'Iron Fist i Powerfool. És és una de les bandes de heavy metal europees més influents de la dècada de 1980. La primera formació estava formada pel cantant i guitarrista Kai Hansen, el baixista Markus Grosskopf, el guitarrista Michael Weikath i el bateria Ingo Schwichtenberg.
Des dels seus inicis ha publicat 16 àlbums d'estudi, tres àlbums en directe, tres EP i 30 senzills, ha estat guardonat amb 14 premis d'or i sis de platí i ha venut més de deu milions de discos a tot el món. És coneguda com una de les bandes pioneres de power metal.

## Membres
Membres actuals
- Michael Weikath – guitarra, veus (1984–present)

- Markus Grosskopf – baix, veus (1984–present)

- Kai Hansen – guitarra (1984–1989, 2016–present), veu principal (1984–1986, 2016–present)

- Michael Kiske – veu principal (1986–1993, 2016–present)

- Andi Deris – veu principal (1994–present)

- Sascha Gerstner – guitarra, veus (2002–present)

- Daniel Löble – bateria (2005–present)

Membres anteriors
- Ingo Schwichtenberg – bateria (1984–1993)

- Roland Grapow – guitarra, veus (1989–2001)

- Uli Kusch – bateria, veus (1994–2001)

- Mark Cross – bateria (2001–2003)

- Stefan Schwarzmann – bateria (2003–2005)

## Discs d'estudi
- Helloween (1985) - Pensat com EP, oficialment considerat com un mini-LP.
- Walls of Jericho (1985)
- Keeper of the Seven Keys Part 1 (1987) #104 US
- Keeper of the Seven Keys Part 2 (1988) #108 US
- Pink Bubbles Go Ape (1991)
- Chameleon (1993)
- Master of the Rings (1994)
- The Time of the Oath (1996)
- Better Than Raw (1998)
- Metal Jukebox (1999)
- The Dark Ride (2000)
- Rabbit Don't Come Easy (2003)
- Keeper of the Seven Keys - The Legacy (2005)
- Gambling with the Devil (2007)
- 7 Sinners (2010)
- Straight Out of Hell (2013)
- My God-Given Right (2015)
- Helloween (2021)